# Brian McKeever
Brian McKeever (Calgary, 18 de junio de 1979) es un deportista canadiense que compite en esquí de fondo adaptado y biatlón adaptado. Ganó veinte medallas en los Juegos Paralímpicos de Invierno entre los años 2002 y 2022.

## Palmarés internacional
| Juegos Paralímpicos | Juegos Paralímpicos         | Juegos Paralímpicos | Juegos Paralímpicos             |
| Año                 | Lugar                       | Medalla             | Prueba                          |
| ------------------- | --------------------------- | ------------------- | ------------------------------- |
| 2002                | Salt Lake (Estados Unidos)  | Medalla de oro      | 5 km B3                         |
| 2002                | Salt Lake (Estados Unidos)  | Medalla de oro      | 10 km B3                        |
| 2002                | Salt Lake (Estados Unidos)  | Medalla de plata    | 20 km (disc. visual)            |
| 2006                | Turín (Italia)              | Medalla de oro      | 5 km (disc. visual)             |
| 2006                | Turín (Italia)              | Medalla de oro      | 10 km (disc. visual)            |
| 2006                | Turín (Italia)              | Medalla de plata    | 20 km (disc. visual)            |
| 2010                | Vancouver (Canadá)          | Medalla de oro      | 1 km velocidad (disc. visual)   |
| 2010                | Vancouver (Canadá)          | Medalla de oro      | 10 km (disc. visual)            |
| 2010                | Vancouver (Canadá)          | Medalla de oro      | 20 km (disc. visual)            |
| 2014                | Sochi (Rusia)               | Medalla de oro      | 1 km velocidad (disc. visual)   |
| 2014                | Sochi (Rusia)               | Medalla de oro      | 10 km (disc. visual)            |
| 2014                | Sochi (Rusia)               | Medalla de oro      | 20 km (disc. visual)            |
| 2018                | Pyeongchang (Corea del Sur) | Medalla de oro      | 1,5 km velocidad (disc. visual) |
| 2018                | Pyeongchang (Corea del Sur) | Medalla de oro      | 10 km (disc. visual)            |
| 2018                | Pyeongchang (Corea del Sur) | Medalla de oro      | 20 km (disc. visual)            |
| 2018                | Pyeongchang (Corea del Sur) | Medalla de bronce   | 4 × 2,5 km clase abierta        |
| 2022                | Pekín (China)               | Medalla de oro      | 1,5 km velocidad (disc. visual) |
| 2022                | Pekín (China)               | Medalla de oro      | 12,5 km (disc. visual)          |
| 2022                | Pekín (China)               | Medalla de oro      | 20 km (disc. visual)            |

| Juegos Paralímpicos | Juegos Paralímpicos | Juegos Paralímpicos | Juegos Paralímpicos |
| Año                 | Lugar               | Medalla             | Prueba              |
| ------------------- | ------------------- | ------------------- | ------------------- |
| 2006                | Turín (Italia)      | Medalla de bronce   | 7,5 km ceguera      |